# Prva savezna liga Jugoslavije u nogometu 1969./70.
Prvenstvo Jugoslavije u nogometu za sezonu 1969./70. bilo je četrdeset i prvo po redu najviše nogometno natjecanje u Jugoslaviji, dvadeset i četvrto poslijeratno, koje je započelo 24. kolovoza 1969. i završilo 28. lipnja 1970.

Prvak je postao srbijanski klub, Crvena zvezda koja je osvojila svoj deseti naslov, treći uzastopni. Pobjedom u Kupu Jugoslavije, Beograđani su osvojili dvostruku krunu.

Najbolji strijelci bili su Dušan Bajević iz mostarskog Veleža i Slobodan Santrač iz OFK Beograda s po 20 golova.

## Sustav natjecanja
Igralo se u dvije faze. Momčadi su međusobno igrale dvokružni ligaški sustav. Igrala se po jedna utakmica na domaćem i gostujućem terenu.  Prvakom je postala momčad koja je sakupila najviše bodova u skupini za prvaka (pobjeda = 2 boda, neodlučeni ishod = 1 bod, poraz = bez bodova).
Pravila koje su određivala poredak na ljestvici su bila: 1) broj osvojenih bodova, 2) gol-razlika, 3) baraž

## Formiranje lige
U obzir se uzima 16 najboljih mjesta iz prethodne sezone, plus pobjednici kvalifikacijskih dvoboja između dva najbolja u svakoj od četiri skupine Druge savezne lige 1968./69.
- Iz Prve savezne lige natjecali su se Crvena zvezda, Dinamo Zagreb, Partizan, Vojvodina, Željezničar, Hajduk Split, Radnički Niš, Velež Mostar, Čelik Zenica, Vardar Skoplje, Sarajevo, Olimpija Ljubljana, Bor, OFK Beograd, Zagreb i Maribor
- Iz Druge savezne lige: Sloboda Tuzla (pobjednik sjeverne skupine) i Radnički Kragujevac (pobjednik istočne skupine), pobjednici kvalifikacijskih utakmica za popunu Prve savezne lige.

## Sudionici
| Slovenija                 | Hrvatska                           | Bosna i Hercegovina                                            | Srbija           | Srbija                                                                       | Srbija  | Crna Gora | Makedonija   |
| Slovenija                 | Hrvatska                           | Bosna i Hercegovina                                            | Vojvodina        | Središnja Srbija                                                             | Kosovo  | Crna Gora | Makedonija   |
| ------------------------- | ---------------------------------- | -------------------------------------------------------------- | ---------------- | ---------------------------------------------------------------------------- | ------- | --------- | ------------ |
| - Maribor - Olimpija (LJ) | - Dinamo (Z) - Hajduk (S) - Zagreb | - Čelik (Z) - Sarajevo - Sloboda (T) - Velež (M) - Željezničar | - Vojvodina (NS) | - Bor - Crvena zvezda - OFK Beograd - Partizan - Radnički (N) - Radnički (K) | - nitko | - nitko   | - Vardar (S) |

- OFK Beograd, Beograd
- FK Bor, Bor
- FK Crvena zvezda, Beograd
- NK Čelik, Zenica
- NK Dinamo, Zagreb
- NK Hajduk, Split
- NK Maribor, Maribor
- NK Olimpija, Ljubljana
- FK Partizan, Beograd
- FK Radnički Niš, Niš
- FK Radnički Kragujevac, Kragujevac
- FK Sarajevo, Sarajevo
- FK Sloboda, Tuzla
- FK Vardar, Skoplje
- FK Velež, Mostar
- FK Vojvodina, Novi Sad
- NK Zagreb, Zagreb
- FK Željezničar, Sarajevo

## Pokušaj namjestanja utakmice
Neposredno prije prvenstvene utakmice u Sarajevu 16. studenoga 1969. između FK Sarajevo i Olimpije Ljubljana, vratar Sarajeva Refik Muftić obavijestio je vlasti o pokušaju podmićivanja. Pokušao ga je podmititi član uprave Olimpije Antona Franetiča koji je navodno ponudio vrataru 20.000 novih jugoslavenskih dinara za pobjedu Olimpije.
Prema Muftićevim riječima, u ranim jutarnjim satima u četvrtak, 13. studenoga 1969. godine, tri dana prije nadolazeće prvenstvene utakmice protiv Olimpije, prvi put mu je u njegovom sarajevskom stanu prišla muška osoba, njemu dotad nepoznata, koja se pojavila u njegovom vrata predstavivši se kao član uprave NK Olimpija i pitajući mogu li razgovarati. U tom su trenutku njih dvojica dogovorili sastanak oko podneva u Kristal-baru, kafiću na Ilidži na periferiji Sarajeva, gdje je pojedinac – Anton Franetič (član uprave NK Olimpija, kao i upravnog odbora Ljubljanske kreditne banke).
Prema ponudi, Muftić je trebao dobiti 10.000 novih dinara ako utakmica završi neriješeno i 20.000 novih dinara ako NK Olimpija pobijedi, a Franetič je čak razmišljao o mogućem izmišljenom ponašanju za koje bi se Muftić mogao odlučiti tijekom utakmice – ili namjerno ne pokušavajući obraniti udarac na gol ili namjerno faulirati igrača Olimpije u šesnaestercu što bi, nadamo se, dovelo do toga da sudac dosudi jedanaesterac. Osim toga, Franetič je Muftiću uručio predujam od 200.000 starih dinara u gotovini, dok je naveo da će ostatak biti isplaćen nakon utakmice. Muftić je odmah nakon sastanka s Franetičem obavijestio predsjednika kluba FK Sarajevo Osmana Maglajlića o pokušaju podmićivanja te mu predao novac koji je uzeo od Franetiča. S druge strane, Maglajlić je upozorio nadležna tijela koja su organizirala tajnu akciju, dajući Muftiću naredbu da nosi uređaj za snimanje prilikom naknadnih susreta s Franetičem. Njih dvojica su se istog četvrtka ponovno sreli u večernjim satima i razgovarali u Muftićevom automobilu.
Dva dana kasnije, u subotu dan uoči utakmice, njih su se dvojica ponovno srela; ovoga puta u sarajevskom kafiću Princ gdje je Franetič izvijestio Muftića da je ostatak novca od 1,8 milijuna starih dinara spreman te da su predsjednik i glavni tajnik kluba NK Olimpija sve potpisali. Franetič je dalje naveo kako je i sudac utakmice na djelu te će suditi jedanaesterac za Olimpiju pri čemu bi Muftić trebao skočiti u suprotnom smjeru. Kao i tijekom njihovog razgovora u automobilu, Muftić je i na ovom susretu nosio uređaj za snimanje.
Sarajevo je na kraju dobilo utakmicu rezultatom 4:1, dok je vratar Muftić bio prisiljen rano napustiti natjecanje zbog ozljede koju je zadobio nakon sudara s igračem Olimpije Radoslavom Bečejcem. Nakon povrede Muftića, između stativa na golu Sarajeva zamijenio ga je Ibrahim Sirćo. Neposredno nakon utakmice uhićen je član uprave kluba Olimpija Anton Franetič. Kada je suočen s inkriminirajućim dokazima – audio snimkama njegova dva sastanka s Muftićem kao i predujmom od 20.000 dinara koji je dao vrataru – Franetič je brzo priznao nedjelo te je protiv njega Sekretarijat unutarnjih poslova (SUP) podnio kaznenu istragu za pokušaj namještanja utakmice i zlouporabu službenog položaja, optužnica koja je bila podignuta nosi maksimalnu kaznu od 10 godina zatvora prema članu 314. kaznenog zakona SFR Jugoslavije. Obrana predsjednika kluba NK Olimpija Srečka Rihtara i glavnog tajnika Stane Vrhovnika pokušavala se distancirati od Franetiča, negirajući bilo kakva saznanja o pokušajima namještanja utakmica člana uprave njihova kluba.
Otprilike mjesec dana kasnije, 26. prosinca 1969., nakon istrage i saslušanja, Disciplinski sud Udruženja klubova Prve savezne lige izrekao je svoju kaznu:
- NK Olimpija je kažnjena oduzimanjem tri boda
- Član uprave NK Olimpija Anton Franetič dobio je doživotnu zabranu obavljanja bilo kakvih dužnosničkih funkcija vezanih uz nogomet
- Predsjednik kluba NK Olimpija Srečko Rihtar dobio je godinu dana zabrane obavljanja bilo kakvih službenih dužnosti vezanih uz nogomet
- Glavni tajnik kluba NK Olimpija Stane Vrhovnik dobio je šest mjeseci zabrane obavljanja bilo kakvih nogometnih službenih dužnosti.

Začudo, niti jedna disciplinska odluka Udruženja klubova Prve savezne lige nikada nije donesena niti je bilo tko, pa tako i Franetič koji je priznao krivnju, bio kazneno prijavljen. Cijeli slučaj gurnut je pod tepih i ubrzo zaboravljen.

## Ljestvica
| mj.     | klub                | ut. | pob. | ner. | por. | gol+ | gol- | gr  | bod     |
| ------- | ------------------- | --- | ---- | ---- | ---- | ---- | ---- | --- | ------- |
| 1.      | Crvena zvezda       | 34  | 20   | 6    | 8    | 67   | 37   | +30 | 46      |
| 2.      | Partizan            | 34  | 16   | 12   | 6    | 47   | 27   | +20 | 44      |
| 3.      | Velež Mostar        | 34  | 17   | 9    | 8    | 64   | 44   | +20 | 43      |
| 4.      | Željezničar         | 34  | 17   | 9    | 8    | 52   | 33   | +19 | 43      |
| 5.      | OFK Beograd         | 34  | 13   | 12   | 9    | 53   | 32   | +21 | 38      |
| 6.      | Dinamo Zagreb       | 34  | 13   | 12   | 9    | 47   | 42   | +5  | 38      |
| 7.      | Hajduk Split        | 34  | 16   | 5    | 13   | 51   | 37   | +14 | 37      |
| 8.      | Radnički Niš        | 34  | 14   | 9    | 11   | 36   | 33   | +3  | 37      |
| 9.      | Sloboda Tuzla       | 34  | 11   | 13   | 10   | 35   | 34   | +1  | 35      |
| 10.     | Maribor             | 34  | 13   | 7    | 14   | 40   | 51   | –11 | 33      |
| 11.     | Vojvodina           | 34  | 11   | 10   | 13   | 38   | 42   | –4  | 32      |
| 12.     | Sarajevo            | 34  | 9    | 12   | 13   | 32   | 42   | –10 | 30      |
| 13.     | Čelik Zenica        | 34  | 10   | 10   | 14   | 35   | 48   | –13 | 30      |
| 14.     | Bor                 | 34  | 6    | 16   | 12   | 32   | 47   | –15 | 28      |
| 15.     | Radnički Kragujevac | 34  | 11   | 5    | 18   | 34   | 42   | –8  | 27      |
| 16.     | Olimpija Ljubljana  | 34  | 13   | 4    | 17   | 43   | 52   | –9  | 27 (–3) |
| 17.     | Vardar Skoplje      | 34  | 9    | 8    | 17   | 25   | 46   | –21 | 26      |
| 18.     | Zagreb              | 34  | 4    | 7    | 23   | 22   | 64   | –42 | 15      |
|         |                     |     |      |      |      |      |      |     |         |
| Izvori: |                     |     |      |      |      |      |      |     |         |

|  | Crvena zvezda je prvak Jugoslavije i plasiraa se na Kup prvaka 1970./71.                                  |
|  | Partizan, Željezničar, Dinamo Zagreb i Hajduk Split pozvani su na Kup velesajamskih gradova 1970./71.     |
|  | Olimpija Ljubljana finalist je Kupa Jugoslavije i plasirala se u Europski kup pobjednika kupova 1970./71. |
|  | Vardar Skoplje i Zagreb ispali su u Drugu saveznu ligu                                                    |

## Rezultati
| 1969./70. | 1969./70.           | C.Z | PAR | VEL | ŽEL | OFK | DIN | HAJ | R.N | SLO | MAR | VOJ | SAR | ČEL | BOR | R.K | OLI | VAR | ZAG |
| 1.        | Crvena zvezda       |     | 1:1 | 5:0 | 1:4 | 3:1 | 2:2 | 1:0 | 2:0 | 3:1 | 3:1 | 2:0 | 3:0 | 3:0 | 5:3 | 2:1 | 3:0 | 3:0 | 3:0 |
| 2.        | Partizan            | 1:3 |     | 1:2 | 0:2 | 1:1 | 0:0 | 2:0 | 1:0 | 0:0 | 7:1 | 1:0 | 3:0 | 2:0 | 3:1 | 1:4 | 2:0 | 1:0 | 2:0 |
| 3.        | Velež Mostar        | 1:0 | 3:0 |     | 2:2 | 2:1 | 6:0 | 0:2 | 1:0 | 3:1 | 5:0 | 2:2 | 0:0 | 2:1 | 3:0 | 2:1 | 3:1 | 1:0 | 2:1 |
| 4.        | Željezničar         | 3:1 | 2:2 | 1:1 |     | 2:0 | 2:0 | 1:0 | 4:1 | 2:1 | 0:0 | 3:1 | 1:2 | 4:0 | 3:1 | 2:0 | 2:2 | 1:0 | 1:0 |
| 5.        | OFK Beograd         | 4:2 | 0:1 | 4:2 | 5:0 |     | 2:0 | 1:1 | 2:0 | 1:0 | 1:4 | 0:0 | 2:0 | 1:0 | 1:1 | 0:0 | 3:0 | 5:0 | 5:0 |
| 6.        | Dinamo Zagreb       | 2:0 | 2:0 | 2:2 | 2:2 | 1:1 |     | 3:1 | 0:0 | 4:0 | 1:3 | 2:0 | 1:2 | 1:3 | 3:2 | 2:1 | 3:2 | 1:1 | 4:0 |
| 7.        | Hajduk Split        | 0:0 | 1:1 | 4:2 | 2:0 | 2:1 | 0:1 |     | 2:0 | 1:0 | 3:0 | 3:0 | 3:1 | 2:0 | 5:0 | 1:0 | 1:0 | 1:1 | 5:0 |
| 8.        | Radnički Niš        | 1:1 | 0:1 | 1:0 | 1:1 | 1:1 | 2:1 | 3:2 |     | 0:0 | 1:1 | 2:0 | 1:0 | 4:0 | 2:1 | 2:0 | 0:2 | 3:1 | 2:0 |
| 9.        | Sloboda Tuzla       | 1:3 | 0:0 | 1:1 | 2:0 | 0:0 | 0:0 | 2:0 | 2:0 |     | 2:0 | 3:1 | 1:1 | 1:0 | 2:0 | 2:1 | 2:0 | 1:0 | 2:0 |
| 10.       | Maribor             | 0:1 | 0:0 | 0:2 | 1:1 | 3:2 | 0:0 | 2:0 | 2:0 | 1:1 |     | 1:1 | 3:0 | 3:0 | 0:1 | 1:0 | 3:2 | 2:0 | 1:0 |
| 11.       | Vojvodina           | 1:0 | 1:2 | 0:0 | 2:0 | 2:1 | 1:2 | 1:0 | 1:1 | 0:0 | 3:2 |     | 2:2 | 2:1 | 3:0 | 2:1 | 1:2 | 2:0 | 3:1 |
| 12.       | Sarajevo            | 0:0 | 0:0 | 1:3 | 0:0 | 0:2 | 1:1 | 4:0 | 0:0 | 1:1 | 4:0 | 1:2 |     | 1:1 | 0:0 | 1:0 | 4:1 | 1:0 | 3:1 |
| 13.       | Čelik Zenica        | 3:2 | 1:3 | 3:0 | 1:0 | 1:1 | 0:0 | 3:1 | 1:1 | 1:0 | 3:0 | 1:0 | 1:0 |     | 1:1 | 1:1 | 2:1 | 1:1 | 1:1 |
| 14.       | Bor                 | 2:2 | 0:0 | 2:1 | 0:1 | 0:0 | 1:1 | 1:1 | 0:1 | 1:1 | 2:1 | 1:1 | 0:0 | 1:1 |     | 0:0 | 2:1 | 5:0 | 1:0 |
| 15.       | Radnički Kragujevac | 0:1 | 1:1 | 1:0 | 1:0 | 1:3 | 3:1 | 1:3 | 0:2 | 1:1 | 0:2 | 1:0 | 2:1 | 3:1 | 3:1 |     | 0:1 | 1:0 | 3:2 |
| 16.       | Olimpija Ljubljana  | 1:2 | 0:0 | 0:4 | 0:4 | 1:1 | 1:2 | 2:0 | 0:1 | 4:2 | 2:1 | 3:2 | 6:0 | 2:0 | 0:0 | 0:1 |     | 2:0 | 1:0 |
| 17.       | Vardar Skoplje      | 3:2 | 1:2 | 3:3 | 1:0 | 1:0 | 1:0 | 1:0 | 1:2 | 2:0 | 0:1 | 1:1 | 1:0 | 2:2 | 0:0 | 2:1 | 0:1 |     | 1:0 |
| 18.       | Zagreb              | 0:2 | 0:5 | 3:3 | 0:1 | 0:0 | 0:2 | 2:4 | 2:1 | 2:2 | 3:0 | 0:0 | 0:1 | 1:0 | 1:1 | 1:0 | 1:2 | 0:0 |     |

| 1. kolo 24. 8. 1969. Radnički (K) – Hajduk 1:3 (prekid u 85. minuti) Sloboda – Vojvodina 3:1 Partizan – Olimpija 2:0 Radnički (N) – Sarajevo 1:0 Dinamo – Zagreb 4:0 Željezničar – Maribor 0:0 Vardar – Crvena zvezda 3:2 Velež – Čelik 2:1 Bor – OFK Beograd 0:0 2. kolo 31. 8. 1969. Radnički (K) – Sloboda 1:1 Čelik – Bor 1:1 Crvena zvezda – Velež 5:0 Maribor – Vardar 2:0 Zagreb – Željezničar 0:1 Sarajevo – Dinamo 1:1 Olimpija – Radnički (N) 0:1 Vojvodina – Partizan 1:2 Hajduk – OFK Beograd 2:1 3. kolo 6. 9. 1969. Partizan – Radnički (K) 1:4 7. 9. 1969. Partizan – Radnički (K) 1:4 Radnički (N) – Vojvodina 2:0 Dinamo – Olimpija 3:2 Željezničar – Sarajevo 1:2 Vardar – Zagreb 1:0 Velež – Maribor 5:0 Bor – Crvena zvezda 2:2 OFK Beograd – Čelik 1:0 4. kolo 14. 9. 1969. Radnički (K) – Radnički (N) 0:2 Sloboda – Partizan 0:0 Crvena zvezda – OFK Beograd 3:1 Maribor – Bor 0:1 Zagreb – Velež 3:3 Sarajevo – Vardar 1:0 Olimpija – Željezničar 0:4 Vojvodina – Dinamo 1:2 Hajduk – Čelik 2:0 5. kolo 20. 9. 1969. OFK Beograd – Maribor 1:4 21. 9. 1969. Partizan – Hajduk 2:0 Radnički (N) – Sloboda 0:0 Dinamo – Radnički (K) 2:1 Željezničar – Vojvodina 3:1 Vardar – Olimpija 0:1 Velež – Sarajevo 0:0 Bor – Zagreb 1:0 Čelik – Crvena zvezda 3:2 6. kolo 28. 9. 1969. Radnički (K) – Željezničar 1:0 Sloboda – Dinamo 0:0 Partizan – Radnički (N) 1:0 Maribor – Čelik 3:0 Zagreb – OFK Beograd 0:0 Sarajevo – Bor 0:0 Olimpija – Velež 0:4 Vojvodina – Vardar 2:0 Hajduk – Crvena zvezda 0:0 7. kolo 4. 10. 1969. OFK Beograd – Sarajevo 2:0 5. 10. 1969. Radnički (N) – Hajduk 3:2 Dinamo – Partizan 2:0 Željezničar – Sloboda 2:1 Vardar – Radnički (K) 2:1 Velež – Vojvodina 2:2 Bor – Olimpija 2:1 Čelik – Zagreb 1:1 Crvena zvezda – Maribor 3:1 8. kolo 8. 10. 1969. Radnički (K) – Velež 1:0 Sloboda – Vardar 1:0 Partizan – Željezničar 0:2 Radnički (N) – Dinamo 2:1 Zagreb – Crvena zvezda 0:2 Sarajevo – Čelik 1:1 Olimpija – OFK Beograd 1:1 Vojvodina – Bor 3:0 Hajduk – Maribor 3:0 9. kolo 11. 10. 1969. Crvena zvezda – Sarajevo 3:0 12. 10. 1969. Dinamo – Hajduk 3:1 Željezničar – Radnički (N) 4:1 Vardar – Partizan 1:2 Velež – Sloboda 3:1 Bor – Radnički (K) 0:0 OFK Beograd – Vojvodina 0:0 Čelik – Olimpija 2:1 Maribor – Zagreb 1:0 10. kolo 26. 10. 1969. Radnički (K) – OFK Beograd 1:3 Sloboda – Bor 2:0 Partizan – Velež 1:2 Radnički (N) – Vardar 3:1 Dinamo – Željezničar 2:2 Sarajevo – Maribor 4:0 Olimpija – Crvena zvezda 1:2 Vojvodina – Čelik 2:1 Hajduk – Zagreb 5:0 11. kolo 1. 11. 1969. OFK Beograd – Sloboda 1:0 2. 11. 1969. Željezničar – Hajduk 1:0 Vardar – Dinamo 1:0 Velež – Radnički (N) 1:0 Bor – Partizan 0:0 Čelik – Radnički (K) 1:1 Crvena zvezda – Vojvodina 2:0 Maribor – Olimpija 3:2 Zagreb – Sarajevo 0:1 12. kolo 9. 11. 1969. Radnički (K) – Crvena zvezda 0:1 Sloboda – Čelik 1:0 Partizan – OFK Beograd 1:1 Radnički (N) – Bor 2:1 Dinamo – Velež 2:2 Željezničar – Vardar 1:0 Olimpija – Zagreb 1:0 Vojvodina – Maribor 3:2 Hajduk – Sarajevo 3:1 13. kolo 15. 11. 1969. OFK Beograd – Radnički (N) 2:0 16. 11. 1969. Vardar – Hajduk 1:0 Velež – Željezničar 2:2 Bor – Dinamo 1:1 Čelik – Partizan 1:3 Crvena zvezda – Sloboda 3:1 Maribor – Radnički (K) 1:0 Zagreb – Vojvodina 0:0 Sarajevo – Olimpija 4:1 14. kolo 23. 11. 1969. Radnički (K) – Zagreb 3:2 Sloboda – Maribor 2:0 Partizan – Crvena zvezda 1:3 Radnički (N) – Čelik 4:0 Dinamo – OFK Beograd 1:1 Željezničar – Bor 3:1 Vardar – Velež 3:3 Vojvodina – Sarajevo 2:2 Hajduk – Olimpija 1:0 15. kolo 29. 11. 1969. Crvena zvezda – Radnički (N) 2:0 30. 11. 1969. Velež – Hajduk 0:2 Bor – Vardar 5:0 OFK Beograd – Željezničar 5:0 Čelik – Dinamo 0:0 Maribor – Partizan 0:0 Zagreb – Sloboda 2:2 Sarajevo – Radnički (K) 1:0 Olimpija – Vojvodina 3:2 16. kolo 7. 12. 1969. Radnički (K) – Olimpija 1:0 Sloboda – Sarajevo 1:1 Partizan – Zagreb 2:0 Radnički (N) – Maribor 1:1 Dinamo – Crvena zvezda 2:0 Željezničar – Čelik 4:0 Vardar – OFK Beograd 1:0 Velež – Bor 3:0 Hajduk – Vojvodina 3:0 (par forfe: prekid u 29. minuti zbog napada na suditi) 17. kolo 13. 12. 1969. OFK Beograd – Velež 4:2 14. 12. 1969. Bor – Hajduk 1:1 Čelik – Vardar 1:1 Crvena zvezda – Željezničar 1:4 Maribor – Dinamo 0:0 Zagreb – Radnički (N) 2:1 Sarajevo – Partizan 0:0 Olimpija – Sloboda 4:2 Vojvodina – Radnički (K) 2:1 | 18. kolo 7. 3. 1970 OFK Beograd – Bor 1:1 8. 3. 1970 Čelik – Velež 3:0 Crvena zvezda – Vardar 3:0 Maribor – Željezničar 1:1 Zagreb – Dinamo 0:2 Sarajevo – Radnički (N) 0:0 Olimpija – Partizan 0:0 Vojvodina – Sloboda 0:0 Hajduk – Radnički (K) 1:0 19. kolo 14. 3. 1970. OFK Beograd – Hajduk 1:1 16. 3. 1970. Sloboda – Radnički (K) 2:1 Partizan – Vojvodina 1:0 Radnički (N) – Olimpija 0:2 Željezničar – Zagreb 1:0 Vardar – Maribor 0:1 Velež – Crvena zvezda 1:0 Bor – Čelik 1:1 25. 3. 1970. Dinamo – Sarajevo 1:2 20. kolo 22. 3. 1970. Radnički (K) – Partizan 1:1 Čelik – OFK Beograd 1:1 Crvena zvezda – Bor 5:3 Maribor – Velež 0:2 Zagreb – Vardar 0:0 Sarajevo – Željezničar 0:0 Olimpija – Dinamo 1:2 Vojvodina – Radnički (N) 1:1 Hajduk – Sloboda 1:0 21. kolo 28. 3. 1970. OFK Beograd – Crvena zvezda 4:2 29. 3. 1970. Partizan – Sloboda 0:0 Radnički (N) – Radnički (K) 2:0 Dinamo – Vojvodina 2:0 Željezničar – Olimpija 2:2 Vardar – Sarajevo 1:0 Velež – Zagreb 2:1 Bor – Maribor 2:1 Čelik – Hajduk 3:1 22. kolo 5. 4. 1970. Radnički (K) – Dinamo 3:1 Sloboda – Radnički (N) 2:0 Crvena zvezda – Čelik 3:0 Maribor – OFK Beograd 3:2 Zagreb – Bor 1:1 Sarajevo – Velež 1:3 Olimpija – Vardar 2:0 Vojvodina – Željezničar 2:0 Hajduk – Partizan 1:1 23. kolo 18. 4. 1970. OFK Beograd – Zagreb 5:0 19. 4. 1970. Radnički (N) – Partizan 0:1 Dinamo – Sloboda 4:0 Željezničar – Radnički (K) 2:0 Vardar – Vojvodina 1:1 Velež – Olimpija 3:1 Bor – Sarajevo 0:0 Čelik – Maribor 3:0 Crvena zvezda – Hajduk 1:0 24. kolo 26. 4. 1970. Radnički (K) – Vardar 1:0 Sloboda – Željezničar 2:0 Partizan – Dinamo 0:0 Maribor – Crvena zvezda 0:1 Zagreb – Čelik 1:0 Sarajevo – OFK Beograd 0:2 Olimpija – Bor 0:0 Vojvodina – Velež 0:0 Hajduk – Radnički (N) 2:0 25. kolo 29. 4. 1970. Dinamo – Radnički (N) 0:0 Željezničar – Partizan 2:2 Vardar – Sloboda 2:0 Velež – Radnički (K) 2:1 Bor – Vojvodina 1:1 OFK Beograd – Olimpija 3:0 Čelik – Sarajevo 1:0 Crvena zvezda – Zagreb 3:0 Maribor – Hajduk 2:0 26. kolo 3. 5. 1970. Radnički (K) – Bor 3:1 Sloboda – Velež 1:1 Partizan – Vardar 1:0 Radnički (N) – Željezničar 1:1 Zagreb – Maribor 3:0 Sarajevo – Crvena zvezda 0:0 Olimpija – Čelik 2:0 Vojvodina – OFK Beograd 2:1 Hajduk – Dinamo 0:1 27. kolo 9. 5. 1970. Crvena zvezda – Olimpija 3:0 10. 5. 1970. Željezničar – Dinamo 2:0 Vardar – Radnički (N) 1:2 Velež – Partizan 3:0 Bor – Sloboda 1:1 OFK Beograd – Radnički (K) 0:0 Čelik – Vojvodina 1:0 Maribor – Sarajevo 3:0 Zagreb – Hajduk 2:4 28. kolo 17. 5. 1970. Radnički (K) – Čelik 3:1 Sloboda – OFK Beograd 0:0 Partizan – Bor 3:1 Radnički (N) – Velež 1:0 Dinamo – Vardar 1:1 Sarajevo – Zagreb 3:1 Olimpija – Maribor 2:1 Vojvodina – Crvena zvezda 1:0 Hajduk – Željezničar 2:0 29. kolo 23. 5. 1970. Crvena zvezda – Radnički (K) 2:1 24. 5. 1970. Vardar – Željezničar 1:0 Velež – Dinamo 6:0 Bor – Radnički (N) 0:1 OFK Beograd – Partizan 0:1 Čelik – Sloboda 1:0 Maribor – Vojvodina 1:1 Zagreb – Olimpija 1:2 Sarajevo – Hajduk 4:0 30. kolo 31. 5. 1970. Radnički (K) – Maribor 0:2 Sloboda – Crvena zvezda 1:3 Partizan – Čelik 2:0 Radnički (N) – OFK Beograd 1:1 Dinamo – Bor 3:2 Željezničar – Velež 1:1 Olimpija – Sarajevo 6:0 Vojvodina – Zagreb 3:1 Hajduk – Vardar 1:1 31. kolo 6. 6. 1970. OFK Beograd – Dinamo 2:0 Čelik – Radnički (N) 1:1 7. 6. 1970. Velež – Vardar 1:0 Bor – Željezničar 0:1 Čelik – Radnički (N) 1:1 Crvena zvezda – Partizan 1:1 Maribor – Sloboda 1:1 Zagreb – Radnički (K) 1:0 Sarajevo – Vojvodina 1:2 Olimpija – Hajduk 2:0 32. kolo 10. 6. 1970. Vardar – Bor 0:0 14. 6. 1970. Radnički (K) – Sarajevo 2:1 Sloboda – Zagreb 2:0 Partizan – Maribor 7:1 Radnički (N) – Crvena zvezda 1:1 Dinamo – Čelik 1:3 Željezničar – OFK Beograd 2:0 Vojvodina – Olimpija 1:2 Hajduk – Velež 4:2 33. kolo 21. 6. 1970. Bor – Velež 2:1 OFK Beograd – Vardar 5:0 Čelik – Željezničar 1:0 Crvena zvezda – Dinamo 2:2 Maribor – Radnički (N) 2:0 Zagreb – Partizan 0:5 Sarajevo – Sloboda 1:1 Olimpija – Radnički (K) 1:0 Vojvodina – Hajduk 1:0 34. kolo 28. 6. 1970. Radnički (K) – Vojvodina 1:0 Sloboda – Olimpija 2:0 Partizan – Sarajevo 3:0 Radnički (N) – Zagreb 2:0 Dinamo – Maribor 1:3 Željezničar – Crvena zvezda 3:1 Vardar – Čelik 2:2 Velež – OFK Beograd 2:1 Hajduk – Bor 5:0 |

## Prvaci
Crvena zvezda
trener: Miljan Miljanić
| Vratari           |    |    |   |   |   |   |   |   |    |    |
| Ratomir Dujković  | 33 | 0  | 6 | 0 | 1 | 0 | 3 | 0 | 43 | 0  |
| Dragomir Racić    | 0  | 0  | 0 | 0 | 1 | 0 | 1 | 0 | 2  | 0  |
| Ognjen Petrović   | 1  | 0  | 0 | 0 | 0 | 0 | 0 | 0 | 1  | 0  |
| Branitelji        |    |    |   |   |   |   |   |   |    |    |
| Kiril Dojčinovski | 30 | 0  | 6 | 0 | 1 | 0 | 4 | 0 | 41 | 0  |
| Branko Klenkovski | 30 | 2  | 6 | 1 | 2 | 0 | 2 | 1 | 40 | 4  |
| Milovan Đorić     | 30 | 1  | 5 | 0 | 2 | 0 | 3 | 0 | 40 | 1  |
| Miroslav Pavlović | 29 | 0  | 3 | 0 | 2 | 0 | 4 | 0 | 38 | 0  |
| Petar Krivokuća   | 20 | 2  | 3 | 0 | 2 | 0 | 4 | 0 | 29 | 2  |
| Živorad Jevtić    | 14 | 2  | 2 | 0 | 0 | 0 | 3 | 0 | 19 | 2  |
| Mihalj Keri       | 13 | 0  | 3 | 0 | 0 | 0 | 1 | 0 | 17 | 0  |
| Sava Karapandžić  | 14 | 0  | 2 | 0 | 0 | 0 | 0 | 0 | 16 | 0  |
| Slobodan Škrbić   | 4  | 0  | 0 | 0 | 0 | 0 | 0 | 0 | 4  | 0  |
| Branko Radović    | 1  | 0  | 0 | 0 | 0 | 0 | 0 | 0 | 1  | 0  |
| Vezni igrači      |    |    |   |   |   |   |   |   |    |    |
| Zoran Antonijević | 34 | 3  | 6 | 0 | 2 | 1 | 4 | 5 | 46 | 9  |
| Dragan Džajić     | 30 | 13 | 6 | 3 | 2 | 1 | 4 | 2 | 42 | 19 |
| Jovan Aćimović    | 16 | 4  | 3 | 1 | 2 | 1 | 4 | 2 | 25 | 8  |
| Mile Novković     | 1  | 0  | 0 | 0 | 0 | 0 | 0 | 0 | 1  | 0  |
| Milovan Mitić     | 1  | 0  | 0 | 0 | 0 | 0 | 0 | 0 | 1  | 0  |
| Napadači          |    |    |   |   |   |   |   |   |    |    |
| Stanislav Karasi  | 31 | 10 | 5 | 1 | 2 | 0 | 4 | 5 | 42 | 16 |
| Vojin Lazarević   | 26 | 12 | 6 | 2 | 2 | 2 | 2 | 1 | 36 | 17 |
| Trifun Mihailović | 18 | 8  | 4 | 1 | 0 | 0 | 0 | 0 | 22 | 9  |
| Stevan Ostojić    | 15 | 6  | 1 | 0 | 2 | 0 | 2 | 0 | 20 | 6  |
| Milan Arnejčič    | 13 | 3  | 0 | 0 | 0 | 0 | 3 | 0 | 16 | 3  |

Izvori:

## Statistika

### Ljestvica strijelaca
| Pl. | Ime               | Klub          | Pogodaka |
| --- | ----------------- | ------------- | -------- |
| 1.  | Dušan Bajević     | Velež Mostar  | 20       |
| 1.  | Slobodan Santrač  | OFK Beograd   | 20       |
| 3.  | Josip Bukal       | Željezničar   | 18       |
| 4.  | Dragan Džajić     | Crvena zvezda | 13       |
| 4.  | Salem Halilhodžić | Velež Mostar  | 13       |
| 6.  | Vojin Lazarević   | Crvena zvezda | 12       |
| 7.  | Jurica Jerković   | Hajduk Split  | 11       |
| 8.  | Nenad Cvetković   | Radnički Niš  | 10       |
| 8.  | Stanislav Karasi  | Crvena zvezda | 10       |

### Broj gledatelja i golova
| Jesenski dio                                                                   | Jesenski dio | Jesenski dio |  | Proljetni dio | Proljetni dio | Proljetni dio |
| Kolo                                                                           | Golova       | Gledatelja   |  | Kolo          | Golova        | Gledatelja    |
| ------------------------------------------------------------------------------ | ------------ | ------------ |  | ------------- | ------------- | ------------- |
| I.                                                                             | 23           | 73.500       |  | XVIII.        | 13            | 76.000        |
| II.                                                                            | 21           | 91.000       |  | XIX.          | 16            | 49.500        |
| III.                                                                           | 28           | 104.000      |  | XX.           | 20            | 89.000        |
| IV.                                                                            | 23           | 99.000       |  | XXI.          | 25            | 58.500        |
| V.                                                                             | 21           | 86.000       |  | XXII.         | 26            | 86.500        |
| VI.                                                                            | 11           | 80.500       |  | XXIII.        | 22            | 95.000        |
| VII.                                                                           | 28           | 89.000       |  | XXIV.         | 9             | 66.000        |
| VIII.                                                                          | 19           | 83.000       |  | XXV.          | 20            | 67.000        |
| IX.                                                                            | 23           | 85.500       |  | XXVI.         | 18            | 57.000        |
| X.                                                                             | 32           | 83.000       |  | XXVII.        | 23            | 87.000        |
| XI.                                                                            | 14           | 85.000       |  | XXVIII.       | 21            | 81.000        |
| XII.                                                                           | 22           | 82.000       |  | XXIX.         | 22            | 57.000        |
| XIII.                                                                          | 23           | 69.000       |  | XXX.          | 29            | 55.500        |
| XIV.                                                                           | 32           | 99.000       |  | XXXI.         | 16            | 78.000        |
| XV.                                                                            | 24           | 25.000       |  | XXXII.        | 30            | 57.500        |
| XVI.                                                                           | 20           | 50.500       |  | XXXIII.       | 24            | 46.500        |
| XVII.                                                                          | 27           | 37.900       |  | XXXIX.        | 28            | 64.000        |
| Ukupno: 753 golova (2,46 po utakmici) 2.488.900 gledatelja (8.134 po utakmici) |              |              |  |               |               |               |
| Izvori:                                                                        |              |              |  |               |               |               |

## Poveznice
- FSJ ljetna liga prvaka 1969.
- Druga savezna liga 1969./70.
- Treći rang prvenstva Jugoslavije 1969./70.
- Kup maršala Tita 1969./70.

## Vanjske poveznice
- www.strategija.org
  - Utakmice koje se pamte: “Želji” derbi u blatu i jesenja titula (1969)
  - Fudbalerko Nogometović istražuje: Sezona 1969/70 (1)
  - Fudbalerko Nogometović istražuje: Sezona 1969/70 (2)
  - Fudbalerko Nogometović istražuje: Sezona 1969/70 (3)
  - Fudbalerko Nogometović istražuje: Sezona 1969/70 (4)
  - Fudbalerko Nogometović istražuje: Sezona 1969/70 (5)
  - Fudbalerko Nogometović istražuje: Sezona 1969/70 (6)
  - Fudbalsko prvenstvo 1969/70 – svi rezultati i konačan plasman
- historical-lineups.com: Godišnjak 1969-70
- historical-lineups.com: Klubovi 1969-70
- historical-lineups.com: Statistika 1969-1971
- Eu-football.info